# Juan Luis Calbarro
Juan Luis Calbarro Morales (Zamora, 1966) es un poeta español en lengua castellana.

## Biografía
Nació en Zamora en 1966. Es licenciado en Filología Hispánica por la Universidad de Salamanca. Ha residido, además de en su ciudad natal, en Fuerteventura y en Mallorca; en la actualidad vive en Madrid, donde dirige una pequeña editorial. Es escritor, crítico literario y de arte, traductor y profesor de educación secundaria. En los años 90 perteneció al colectivo poético zamorano Lucerna, desde el que contribuyó a animar la escena cultural zamorana. Desde 2021 es miembro del Seminario Permanente Claudio Rodríguez.
Es autor de varios cuadernos y libros de poemas, entre los que destacan Elegía sajona (Zamora, 1998); Circunstancias de la metamorfosis (Jerez de la Frontera, 1998); Sazón de los barrancos (Cáceres, 2006) y Museos naturales (Palma, 2013). Ha reunido lo mejor de su obra publicada e inédita en el volumen Caducidad del signo. Poesía reunida (1994-2016) (Mérida, 2016). En 2022 se publicó una antología de sus poemas traducida al catalán, Perill d'extinció (Barcelona, 2022).
También ha publicado biografías como Memorias de Chanita Suárez (Puerto del Rosario, 2004); libros de crítica de arte como La mano y la mirada (Palma, 2006) o Diez artistas mallorquines (Brighton, 2013); de crítica literaria como Apuntes sobre la ideología en la obra de César Vallejo (North Charleston, 2013), Tres escritores canarios (Las Palmas de Gran Canaria, 2018) o Concertar el desconcierto (Madrid, 2019); y la recopilación de artículos de asunto político No había más que empezar (Madrid, 2010).
Entre 2002 y 2004 dirigió la revista literaria Perenquén. Ha coordinado el volumen crítico Oficio de mujer. Homenaje a Josefina Pla en el centenario de su nacimiento (La Oliva y Puerto del Rosario, 2003) y la antología Palabras para Ashraf (Palma, 2016), así como la edición de la poesía completa de Máximo Hernández, Entre el barro y la nieve (Palma, 2016). Desde 2023 dirige la revista Gesto. Como creador, crítico artístico y literario e historiador, colabora asiduamente en diarios, libros colectivos, catálogos y revistas convencionales y digitales.
Entre 2007 y 2015 militó en el partido Unión Progreso y Democracia, en el que desempeñó cargos orgánicos y candidaturas de orden autonómico y nacional: perteneció al Consejo Territorial de Baleares, del que fue portavoz, al Consejo Político Nacional y al Consejo de Dirección de esa formación.

### Poesía

#### Libros de poesía
- Trébol, con Julio Marinas, Zamora: Semuret, 1994.
- Sazón de los barrancos, Cáceres: Institución Cultural El Brocense, 2006.
- Museos naturales, Palma de Mallorca: La Baragaña, 2013.
- Caducidad del signo. Poesía reunida 1994-2016, Mérida: Editora Regional de Extremadura, 2016.

#### Cuadernos de poesía
- Fin de siglo, Zamora: edición de autor, 1995.
- Glosa sobre un soneto del capitán Aldana, Valladolid: POEMAS, 1997.
- Elegía sajona, epílogo de Julio Martínez Mesanza, Zamora: Ediciones Marginales, 1998.
- Circunstancias de la metamorfosis, Jerez de la Frontera: Ediciones A bordo, 1998.
- Roma devicta, Palma de Mallorca: Acta Salonarum, 2016.

#### Antologías personales
- Perill d'extinció. Antologia personal, traducción al catalán del autor, ilustraciones de Eva Choung-Fux, Barcelona: Libros de Aldarán, 2022.

#### Antologías en las que está incluido
- Encuentro en Rivas, Béjar: El Sornabique, 1995.
- Poeti Europei, Roma: Centro Italiano Arte e Cultura, 1998.
- La alquitara poética, Béjar: El Sornabique / LF ediciones, 1998.
- Tempestades de amor contra los cielos. Homenaje a José Agustín Goytisolo, Cambrils: Trujal, 2000.
- Las palabras de paso. Poetas en Salamanca 1976-2001, Salamanca: Amarú, 2001.
- Waldo Santos. Acto-homenaje. Zamora 2002, coordinación de Jesús Losada, Zamora: Caja Duero, 2002.
- Palabras frente al mar, Cambrils: Trujal, 2003.
- 11-M: poemas contra el olvido, Madrid: Bartleby Editores, 2004.
- Cambrils. Retrat amb paraules, Cambrils: Ayuntamiento, 2005.
- Palabras como velas encendidas. Voces por los derechos humanos, Zamora: Amnistía Internacional Zamora, 2007.
- La casa del poeta, Palma de Mallorca: La Bolsa de Pipas, 2007.
- Calendario de la poesía española 2008. 366 poemas clásicos y contemporáneos,  Bertem (Bélgica): Alhambra Publishing, 2007.
- Calendario de la poesía en español 2009. 365 poemas clásicos y contemporáneos, Bertem (Bélgica): Alhambra Publishing, 2008.
- Calendario de la poesía en español 2010. 365 poemas. 250 poetas, Bertem (Bélgica): Alhambra Publishing, 2009.
- 50 maneras de ser tu amante, Avilés: Puntos Suspensivos, 2010.
- El Último Jueves. 15 años. Poesía on the road, Palma de Mallorca: Calima, 2011.
- 50 poetas contemporáneos de Castilla y León, Ponferrada: Hontanar, 2011
- Palabras para Ashraf, Palma de Mallorca: Los Papeles de Brighton, 2016.
- Streets Where to Walk Is to Embark. Spanish Poets in London (1811-2018), edición bilingüe de Eduardo Moga, traducción de Terence Dooley, Bristol: Shearsman, 2019.
- Poemas para combatir el coronavirus, Alcobendas (Madrid): IES Ágora y Los Papeles de Brighton, 2021.
- Uno de nosotros. Miscelánea homenaje a Ramón García Mateos, ed. de Juan López Carrillo, Alfredo Gavín y Germán García Martorell, Tarragona: Silva Editorial, 2021.
- Azzáyt, el carmen del olivar, ed. digital de Diego Castillo Barco y Pedro Luis Ibáñez Lérida, La Puebla de los Infantes: Letras Celestes, 2023.
- Mientras por competir con tu caballo, ed. de César Rodríguez de Sepúlveda, Ciudad Real: Mahalta, 2024.

### Ensayo
- Memorias de Chanita Suárez. Materiales para la etnografía y la historia de Fuerteventura en el siglo XX, Puerto del Rosario: Calco, 2004.
- La mano y la mirada. 2005: el año artístico en Palma, prólogo de Perfecto Cuadrado, Palma de Mallorca: Lleonard Muntaner, 2006.
- No había más que empezar. Selección de artículos de asunto político 2006-2010, prólogo de Carlos Martínez Gorriarán, Madrid: Fundación Progreso y Democracia, 2010.
- Diez artistas mallorquines. Una panorámica del período 2005-2007, Brighton: Los Papeles de Brighton, 2013.
- Apuntes sobre la ideología en la obra de César Vallejo, North Charleston: CreateSpace, 2013.
- Tres escritores canarios, Las Palmas de Gran Canaria: Mercurio Editorial, 2018.
- Concertar el desconcierto. Textos de crítica literaria, 1992-2017, prólogo de Eduardo Moga, Madrid: La Discreta, 2019.

### Colaboraciones

#### Libros que ha coordinado
- Oficio de mujer. Homenaje a Josefina Plá en el centenario de su nacimiento, La Oliva y Puerto del Rosario: Calco, 2003.
- Palabras para Ashraf, Palma de Mallorca: Los Papeles de Brighton, 2016.
- Máximo Hernández, Entre el barro y la nieve. Poesía reunida, Palma de Mallorca: Los Papeles de Brighton, 2016.
- Poemas para combatir el coronavirus, edición de Juan Luis Calbarro y Míriam Maeso, Alcobendas (Madrid): IES Ágora y Los Papeles de Brighton, 2021.
- Mago Moga. Una forma de querer, edición de Moisés Galindo, Christian T. Arjona y Juan Luis Calbarro, Barcelona: Libros de Aldarán y Los Papeles de Brighton, 2024.

#### Libros que ha prologado
- Julio Marinas, Criaturas de sexo, Gijón: Cálamo/Gesto, 1997
- Máximo Hernández, La eficiencia del cielo, Cambrils: Trujal, 2000.
- Inés Matute, Focus, once paisajes para Eros, Tegueste: Baile del Sol, 2009.
- Fernando Navarro, Socialistas utópicos, Palma: Los Papeles de Brighton, 2016.
- Máximo Hernández, Entre el barro y la nieve. Poesía reunida, Palma de Mallorca: Los Papeles de Brighton, 2016.
- Santiago A. López Navia, Tregua, Madrid: Los Papeles de Brighton, 2020.
- Julio Marinas, Búsqueda de natura, epílogos de Benito Pascual, José Antonio Carreño y Juan Luis Calbarro, Madrid: Los Papeles de Brighton, 2021.
- Alfred Tennyson, La Dama de Shalott, traducción de Luis Alberto de Cuenca, ilustraciones de Howard Pyle, prólogo de Juan Luis Calbarro, Madrid: Reino de Cordelia, 2021.
- Isaac Gómez Calderón, Herederos de la claridad, Barcelona: Libros de Aldarán, 2025.

#### Libros colectivos en que ha participado
- La modernidad literaria en España e Hispanoamérica. Actas del I Simposio Internacional sobre la Modernidad Literaria, en homenaje a Julio Vélez Noguera, edición de Carmen Ruiz Barrionuevo y César Real Ramos, Salamanca: Universidad de Salamanca, 1995.
- Los ojos que vieron el siglo: nuestros abuelos, Salamanca: Brujazul, 1998.
- Cultura escrita y clases subalternas. Una mirada española, edición de Antonio Castillo Gómez, Oiartzun: Sendoa, 2001.
- Oficio de mujer. Homenaje a Josefina Plá en el centenario de su nacimiento, edición de Juan Luis Calbarro, La Oliva y Puerto del Rosario: Calco, 2003.
- Eva Choung-Fux. Continuing Connections, edición de Elma Choung, Viena: Kulturabteilung der Stadt Wien (MA 7), y Berlín/Boston: De Gruyter, 2015.
- El escrito(r) misionero, testigo e instrumento de la comunicación intercultural, edición de Pilar Martino Alba y Miguel Ángel Vega Cernuda, Madrid: Ommpress, 2019.
- El viaje. Concurso literario del IES María de Molina, edición de Jesús Rebollo y Julio Eguaras, Zamora: IES María de Molina, 2021.
- Eugenio Padorno. Poesía, tradición e identidad, coordinación de Guillermo Perdomo, Las Palmas de Gran Canaria: Mercurio, 2022.
- Mago Moga. Una forma de querer, edición de Moisés Galindo, Christian T. Arjona y Juan Luis Calbarro, Barcelona: Libros de Aldarán y Los Papeles de Brighton, 2024.
- Il corpo che abito. Visioni e riflessioni sulla letteratura e dintorni, edición de Marta Galiñanes Gallén, Loredana Salis y Alessandra Cattani, Madrid: Dykinson, 2025.

### Del autor
- Web del autor.
- Perfil en la Cátedra Miguel Delibes.
- Página en el blog Las afinidades electivas (2007).
- Toni Montesinos, "Entrevista capotiana a Juan Luis Calbarro", en Alma en las palabras. Escrituras y vivencias literarias de Toni Montesinos, 17 de abril de 2014.
- Natalia Sánchez, "Hay poetas al margen de los circuitos llenos de ideas que aportar", entrevista en La Opinión-El Correo de Zamora, 23 de diciembre de 2016.
- Página de Juan Luis Calbarro en el magazine digital Luz Cultural, 3 de marzo de 2019. Incluye el poema "Fulgor de Madiba".
- Juan Luis Calbarro presenta su libro Concertar el desconcierto (vídeo), Centro de Arte Moderno (Madrid), 28 de marzo de 2019.
- José Luis Rico, Dos poetas dos. Isabel Bono y Juan Luis Calbarro (vídeo), 1 de octubre de 2021. Incluye la lectura del poema "El poeta asegura buscar claves".

### Sobre el autor
- Eduardo Moga, "Hacia el interior", Quimera, núm. 273, julio-agosto de 2006; reproducido en Eduardo Moga, Lecturas nómadas, Canet de Mar: Candaya, 2007.
- Maribeltza Schwartz, "Notas sobre un maestro hispánico", Agitadoras, núm. 40, Palma de Mallorca, febrero de 2013.
- Roberto Vivero, "Juan Luis Calbarro y César Vallejo", Cuadernos del Matemático, núm. 50, Getafe, junio de 2013.
- Eduardo Moga, "Caducidad del signo. Poesía reunida (1994-2016), de Juan Luis Calbarro", en Corónicas de Españia. Blog de Eduardo Moga, 2 de octubre de 2016.
- Maribeltza Schwartz, "Los poetas nunca han sido tipos populares", El Mundo-El Día de Baleares, Palma de Mallorca, 22 de enero de 2017.
- Eduardo Moga, "Prólogo", en Juan Luis Calbarro, Concertar del desconcierto. Textos de crítica literaria, 1992-2017, Alpedrete (Madrid): La Discreta, 2019, pp. 7-10; reproducido en Corónicas de Españia. Blog de Eduardo Moga, 8 de abril de 2019; y en su libro El oro de la sintaxis, Barcelona y Santiago de Chile: RIL Editores, 2020, pp. 291-294.
- Jorge Rodríguez Padrón, "Concertar el desconcierto, de Juan Luis Calbarro", texto de presentación del libro en Madrid, recogido en el Blog La Discreta, 8 de abril de 2019.